# 오만과 편견 (2005년 영화)
《오만과 편견》(영어: Pride & Prejudice)은 2005년 개봉한 영국의 로맨스 영화이다. 제인 오스틴의 동명의 소설을 원작으로 한다.

## 줄거리
18세기 말, 베넷가의 다섯 딸들인 제인, 엘리자베스, 메리, 키티, 리디아는 영국 시골 영지 롱본에서 살고 있다. 어머니 베넷 부인은 딸들의 결혼에 열을 올리고, 부유한 독신남 찰스 빙리가 근처 네더필드 홀로 이사 오자 크게 기뻐한다.
무도회에서 빙리와 제인은 서로에게 호감을 느끼지만, 엘리자베스는 오만한 다아시를 싫어하게 된다. 제인이 빙리의 저택에 머무는 동안 아프게 되자 엘리자베스는 그곳을 방문하고, 다아시와 계속해서 언쟁을 벌인다. 제인이 회복된 후, 베넷가의 친척인 콜린스 목사가 롱본을 방문해 제인에게 청혼하려 하지만, 제인이 곧 약혼할 것이라는 말에 엘리자베스에게 청혼한다. 엘리자베스는 이를 거절하고, 베넷 자매들은 다아시 가문의 하인 였던 위컴 중위와 만나게 된다. 위컴은 다아시에게 정당한 상속을 박탈당했다고 말해 엘리자베스의 동정심을 얻는다.
네더필드 무도회에서 엘리자베스는 다아시와 어색한 춤을 추고, 콜린스는 엘리자베스에게 또 다시 청혼하지만 거절당한다. 놀랍게도 엘리자베스의 친구 샬롯이 콜린스와 약혼을 발표한다. 빙리 일행은 갑작스레 런던으로 떠나고, 엘리자베스는 제인이 빙리와 재회하길 바라며 런던에 사는 이모와 이모부의 집을 방문하도록 권한다.
몇 달 후, 엘리자베스는 샬롯과 콜린스가 사는 켄트의 저택을 방문하고, 그곳에서 캐서린 드 버그 부인의 조카인 다아시와 우연히 다시 만난다. 다아시는 최근 빙리가 "적합하지 않은" 집안과의 결혼을 피하도록 했다는 사실을 알게 된다. 다아시는 엘리자베스에게 청혼하며 자신의 신분과 가문에도 불구하고 그녀를 열렬히 사랑한다고 고백하지만, 엘리자베스는 그의 오만함과 제인과 빙리의 관계를 방해한 것을 비난하며 단호하게 거절한다. 다아시는 자신이 제인이 빙리에게 무관심하다고 믿었고, 다른 베넷 가족의 부적절한 행동을 비판했다고 변호한다. 또한 엘리자베스는 위컴을 학대했다고 비난한다.
다아시는 후에 위컴의 진실을 담은 편지를 엘리자베스에게 전달한다. 편지에는 위컴이 다아시의 아버지가 남긴 유산을 탕진하고 다아시의 여동생을 유혹하려 했다는 내용이 담겨 있었다. 엘리자베스는 집으로 돌아오고 제인도 돌아온다. 엘리자베스는 가디너 부부와 함께 피크 디스트릭트 여행을 떠나 다아시의 저택 펨벌리를 방문한다. 그녀는 다아시와 다시 만나게 되고, 다아시는 이전과는 확연히 달라진 태도로 엘리자베스와 가디너 부부를 저녁 식사에 초대한다. 다아시는 엘리자베스에게 호감을 보이고, 그의 여동생 조지아나도 엘리자베스에 대해 좋은 인상을 받았다고 말한다.
제인으로부터 리디아가 위컴과 함께 도망쳤다는 급한 편지를 받게 되고, 엘리자베스는 다아시와 다시는 만날 수 없을 것이라고 생각한다. 리디아의 불명예가 다른 딸들의 결혼에 악영향을 줄 것을 두려워한다. 그러다 가디너 부부로부터 리디아와 위컴이 결혼했다는 소식이 전해지고, 신혼부부는 롱본으로 돌아온다. 엘리자베스는 다아시가 리디아와 위컴을 찾아 결혼을 성사시켰고 위컴의 군대 복무권까지 사주었다는 것을 리디아로부터 듣게 된다.
빙리와 다아시는 네더필드로 돌아와 롱본을 방문한다. 빙리는 제인에게 청혼하고 제인은 이를 수락한다. 그날 밤, 캐서린 부인이 엘리자베스를 찾아와 다아시와 결혼하지 말라고 강요한다. 다아시가 어릴 적부터 자신의 딸과 결혼하기로 약속되어 있다는 이유였다. 엘리자베스는 모욕감을 느끼고 부인을 내쫓는다. 다음날 아침, 엘리자베스는 다아시를 만나게 되고, 다아시는 자신의 이모의 행동에 사과하며 다시 한번 사랑을 고백한다. 엘리자베스는 다아시의 진심을 알고 청혼을 받아들인다. 엘리자베스는 다아시의 행동의 진실을 아버지에게 말하고, 엘리자베스가 사랑을 찾았다는 사실에 기뻐한 베넷 씨는 결혼을 허락한다.

## 한국판 성우진(KBS) (2014년 5월 30일)
- 소연 - 엘리자베스 베넷(키이라 나이틀리)
- 홍시호 - 다아시(매튜 맥퍼딘)
- 손정아 - 베넷 부인(브렌다 블레신)
- 설영범 - 베넷(도날드 서덜랜드)
- 장민혁 - 콜린스(톰 홀랜더)
- 배정미 - 제인 베넷(로자먼드 파이크)
- 박지윤 - 리디아 베넷(지나 말론) / 샬롯 루카스 (클로디 블레이크리)
- 이선영 - 캐서린 공작 부인(주디 덴치)
- 이장원 - 가디너(피터 와이트)
- 김일 - 빙리(사이먼 우즈)
- 정성훈 - 위컴(루퍼트 프렌드)
- 신송이 - 키티 베넷(캐리 멀리건) / 조지애나 다아시(탬진 머챈트)
- 이제인 - 메리 베넷(타룰라 라일리)

## 같이 보기
- 제78회 아카데미상
- 제63회 골든 글로브상
- 제59회 영국 아카데미 영화상